# 古巴 (喬治亞州)
古巴（英語：Cuba）是位於美國喬治亞州厄爾利縣的一個非建制地區。該地的面積和人口皆未知。

## 地理
古巴的座標為31°17′33″N 84°51′51″W / 31.29250°N 84.86417°W，而該地的平均海拔高度為63米（即207英尺）。